# Diòcesi de Tui-Vigo
La diòcesi de Tui-Vigo, antigament només diòcesi de Tui, és una demarcació de l'Església Catòlica a Espanya, sufragània de l'arxidiòcesi de Santiago de Compostel·la. El seu actual titular és Luis Quinteiro Fiuza.
Comprèn part de les províncies d'Ourense i de Pontevedra, limitant amb les diòcesis homònimes, amb Portugal i a l'oest amb l'oceà Atlàntic. Tant la ciutat com la seu diocesana són molt antigues, en el Primer Concili de Braga (561) un dels quatre bisbes gallecs és el de Tui, i en el Segon Concili de Braga (572) assisteix un dels primers documentats històricament, Anila, que signa com a sufragani de Lugo. La conquesta dels musulmans afecta Tui, i bisbe es refugien a Iria Flavia. La ciutat serà conquerida pels cristians per Alfons I d'Astúries, però no és recolonitzada fins al regnat d'Ordoni I. El primer bisbe de Tui després de la invasió musulmana és Diego (890-901), que estigué present a la consagració del l'Església de Sant Jaume Apòstol, i en el Concili d'Oviedo (900), on aquesta església fou elevada a metropolitana.
Al segle ix la diòcesi i ciutat de Tui torna a ser atacada, aquesta vegada per saquejadors nòrdics, per exemple el 1014. Llavors Alfons V de Lleó decideix posar-la com a part de la diòcesi de Santiago. En aquella època també fou capturat el bisbe Alfonso I, per la qual cosa la seu es mantingué vacant durant 46 anys, fins que es restableix amb el bisbe Jorge. El decret de restauració de la seu està datat el 13 de gener del 1071. Per concessió de Ramon de Borgonya i Alfons VII de Lleó els bisbes de Tui esdevingueren senyors de la ciutat, és llavors quan es comença a construir una nova catedral, que serà finalitzada durant l'episcopat d'Esteban Egea (1218-1239).
El 1959 la diòcesi es va ampliar a la ciutat de Vigo, declarant-se cocatedral, on es traslladen els serveis administratius i pastorals de la cúria, per decisió de butlla papal, entesa com una retirada del poder d'aquesta seu, per dedicar el seu entorn monumental amb objectius turístics.

## Episcopologi
Es té constància de bisbes des del segle iv, si bé hi ha dos sants de caràcter llegendari que es creu que van ser bisbes de Tui al segle i. En aquesta relació hi ha els bisbes des del segle xx:
- Valeriano Menéndez y Conde (1894-1914)
- Leopoldo Eijo y Garay (1914-1917)
- Manuel Lago y González (1917-1923)
- Manuel María Vidal y Boullón (1924-1929)
- Antonio García y García (1930-1938)
- José López Ortiz (1944-1969)
- José Delicado Baeza (1969-1975)
- José Cerviño Cerviño (1975-1996, administrador el 1975-1976)
- José Diéguez Reboredo (1996-2010)
- Luis Quinteiro Fiuza (2010-Avui)